# Georg Magirius
Georg Magirius (* 30. September 1968 in Rüsselsheim) ist ein zeitgenössischer Schriftsteller, Journalist und Featureautor für den ARD-Hörfunk.

## Leben und Wirken
Georg Magirius absolvierte das Studium der evangelischen Theologie in Marburg, Münster und Heidelberg, danach eine Ausbildung zum Pfarrer. 2000 gründete er in Frankfurt am Main die Heilspraxis, er arbeitet freiberuflich als Journalist und Schriftsteller.
Sein literarisches Schaffen ist von dem Streben geprägt, Theologie und Literatur miteinander zu vereinen. Er konfrontiert die großen Fragen des Lebens mit dem heutigen Alltag – ernsthaft und überraschend komisch zugleich. Daher gilt er laut Kulturjournalist Reiner Henn als „ein Spezialist für die Thematisierung der scheinbaren Antinomie zwischen den Kleinigkeiten des Alltags und den großen Fragen des Menschseins im theologischen und philosophischen Sinn.“ Magirius beleuchtet in besonderem Maße die poetischen Seiten der Bibel und kommentiert theologische Inhalte aus persönlicher Sicht. Im Zentrum seines Schaffens stehen „die befreienden und heilsamen Potenziale religiöser Überlieferung.“
Seit 2002 gestaltet er Lesungen in Dialog mit Musik. Regelmäßig arbeitet er mit der Konzertharfenistin Bettina Linck zusammen.
2009 gründete er im Rahmen seiner Heilspraxis die Reihe GangART, eine fortlaufende Reihe „Spiritueller Tagestouren“. Davon angeregt hat er mehrere Pilger- und Wanderbücher verfasst. Mit ihnen zeigt er laut Redakteur Ralf Julke, „wie wenig dazugehört, die Schönheit des Daseins wieder zu spüren, die Faszination alles Lebendigen und den Blick für eine unvergleichlich schöne Welt.“ Magirius lässt sich von der „Gabe des Weglassens“ leiten, urteilt der Kunsthistoriker und Autor Rudolf Maria Bergmann über das Buch Frankenglück: Funktionsbeschichtete „Kampfwanderer und die allradfahrende Landlustschickeria werden enttäuscht sein. Denn es geht ausschließlich um die Freude am bedächtigen Herumstromern, um eher zufällige und desto genussvollere Streifzüge und Orte, an denen das Wesentliche möglicherweise im Verborgenen blüht.“
Georg Magirius lebt in Frankfurt am Main.

## Werke

### Bücher
- Frankenfreude, 33 überraschend schöne Orte, Echter, Würzburg 2023, ISBN 978-3-429-05842-5
- Meine Bibel, Impulse fürs Hier und Jetzt, Coppenrath Verlag, Münster 2022, ISBN 978-3-649-64106-3
- Stilles Franken, 24 Adventsorte, Echter, Würzburg 2021, ISBN 978-3-429-05670-4
- Stilles Frankfurt, 13 Orte zum Staunen und Verweilen, Echter, Würzburg 2021, ISBN 978-3-429-05514-1
- Frankenliebe, 33 Orte zum Staunen und Verweilen, Echter, Würzburg 2020, ISBN 978-3-429-05437-3
- Einfach freuen, 24 Momente gegen die Rastlosigkeit, Echter, Würzburg 2017, ISBN 978-3-429-04388-9
- Frankenglück, 33 Orte zum Staunen und Verweilen, Echter, Würzburg 2016, ISBN 978-3-429-03912-7
- Gute Wünsche aus der Bibel, Verlag Herder, Freiburg im Breisgau 2016, ISBN 978-3-451-32871-8
- Gesänge der Leidenschaft. Die befreiende Kraft der Psalmen, Claudius Verlag, München 2015, ISBN 978-3-532-62467-8
- Schritt für Schritt zum Horizont. Pilger-Werkbuch, Verlag Herder, Freiburg im Breisgau 2015, ISBN 978-3-451-31311-0
- Dies soll euch ein Zeichen sein. Einstimmung auf Weihnachten, Verlag Herder, Freiburg im Breisgau 2014, ISBN 978-3-451-31261-8
- Schmetterlingstango. Leben mit einem totgeborenen Kind, Claudius Verlag, München 2013, ISBN 978-3-532-62449-4
- Traumhaft schlägt das Herz der Liebe – ein göttliches Geschenk, Echter, Würzburg 2013 (mit Farbabbildungen von Marc Chagall)
- Erleuchtung in der Kaffeetasse. Große Fragen und das tägliche Allerlei, Claudius, München 2012
- Mystische Orte. Wanderungen durch Unterfranken, Echter, Würzburg 2012 (mit Regina Westphal)
- Meister der Kirchenmusik, Agentur des Rauhen Hauses, Hamburg 2012
- Gute Aussichten. Herzlichen Glückwunsch zum Geburtstag, Agentur des Rauhen Hauses, Hamburg 2011
- Die Fußball-Apotheke. Fromme Pillen für Fans, Echter, Würzburg 2010 (mit Fotos von Herbert Liedel)
- Frischer Wind auf alten Wegen. Spirituelle Wanderungen durch Unterfranken, Echter, Würzburg 2009 (mit Regina Westphal)
- Unterwegs geborgen. Von der Suche nach Heimat, Matthias-Grünewald-Verlag, Ostfildern 2008
- Mit 100 Fragen durch die Bibel, Evangelische Verlagsanstalt, Leipzig 2008
- Der freie Blick zum Himmel. Eine nicht ganz alltägliche Weihnachtsgeschichte, Echter, Würzburg 2007
- Sein wie die Träumenden. Geschichten vom Aufstehen, Auferstehen und neuen Leben, Evangelische Verlagsanstalt, Leipzig 2007
- Vom Reichtum des einfachen Lebens. Auf den Spuren Jesu Alternativen entdecken, Matthias-Grünewald-Verlag, Ostfildern 2006
- ... denn die Liebe ist von Gott. Liebesgeschichten aus der Bibel, Evangelische Verlagsanstalt, Leipzig 2005
- Es begab sich in diesen Tagen. Eine nicht ganz alltägliche Weihnachtsgeschichte nach Lukas, Gütersloher Verlagshaus, Gütersloh 2003
- Die Psalmen. Wie ich sie heute verstehen kann, Gütersloher Verlagshaus (Edition Quell), Gütersloh 2002
- 99 Fragen aus der Bibel, Gütersloher Verlagshaus, Gütersloh 2002
- Gott spricht kunterbunt. Reden und Geschichten gegen die grauen Kanzelworte, Echter (Reihe topos-plus), Würzburg 2000

### Herausgeberschaft
- Stille erfahren. Impulse für Meditation und Gottesdienst. Mit Beiträgen von Amet Bick, Manuela Fuelle, Uwe Kolbe, Georg Magirius, Ann-Kristin Rink, Bernardin Schellenberger, Arnold Stadler, Verlag Herder, Freiburg im Breisgau 2019, ISBN 978-3-451-34996-6
- Abschied. Geschichten vom Loslassen und Neuanfangen, edition chrismon, Leipzig 2017
- Gabriele Wohmann: Eine souveräne Frau. Die schönsten Erzählungen. Herausgegeben und mit einem Nachwort von Georg Magirius, Aufbau, Berlin 2012
- Gabriele Wohmann: Sterben ist Mist, der Tod aber schön. Träume vom Himmel. Aufgezeichnet und mit einem Nachwort von Georg Magirius, Kreuz-Verlag, Freiburg i.Br. 2011

### Features und Essays im Funk (Auswahl)
- Hemmungslos still. Eine Liebesgeschichte, Deutschlandfunk 2018[12]
- Endlich raus! Ausflug in das Land der Stille, Deutschlandfunk 2015[13]
- Ökumenische Verzauberung. Visionen religiöser Begegnungen jenseits von Institution und Diskussion, BR 2010[14]
- So kann ich glauben, dass Wunder möglich sind. Über ungewöhnliche Glaubenserfahrungen, HR 2008[15]
- Das Buch der Bücher – Die Bibel, HR 2007[16]
- Das Leben wird zur Inszenierung! Wahrhaftigkeit und Glaubwürdigkeit in der Mediengesellschaft, HR 2005[17]
- Liebe ohne Körper. Das platonische Ideal, HR 2004[18]
- Zorn. Eine Todsünde als moderne Tugend, HR 2004[19]
- Erich Zenger. Die Musikalität der Bibel, HR 2001[20]